# Skälltorp

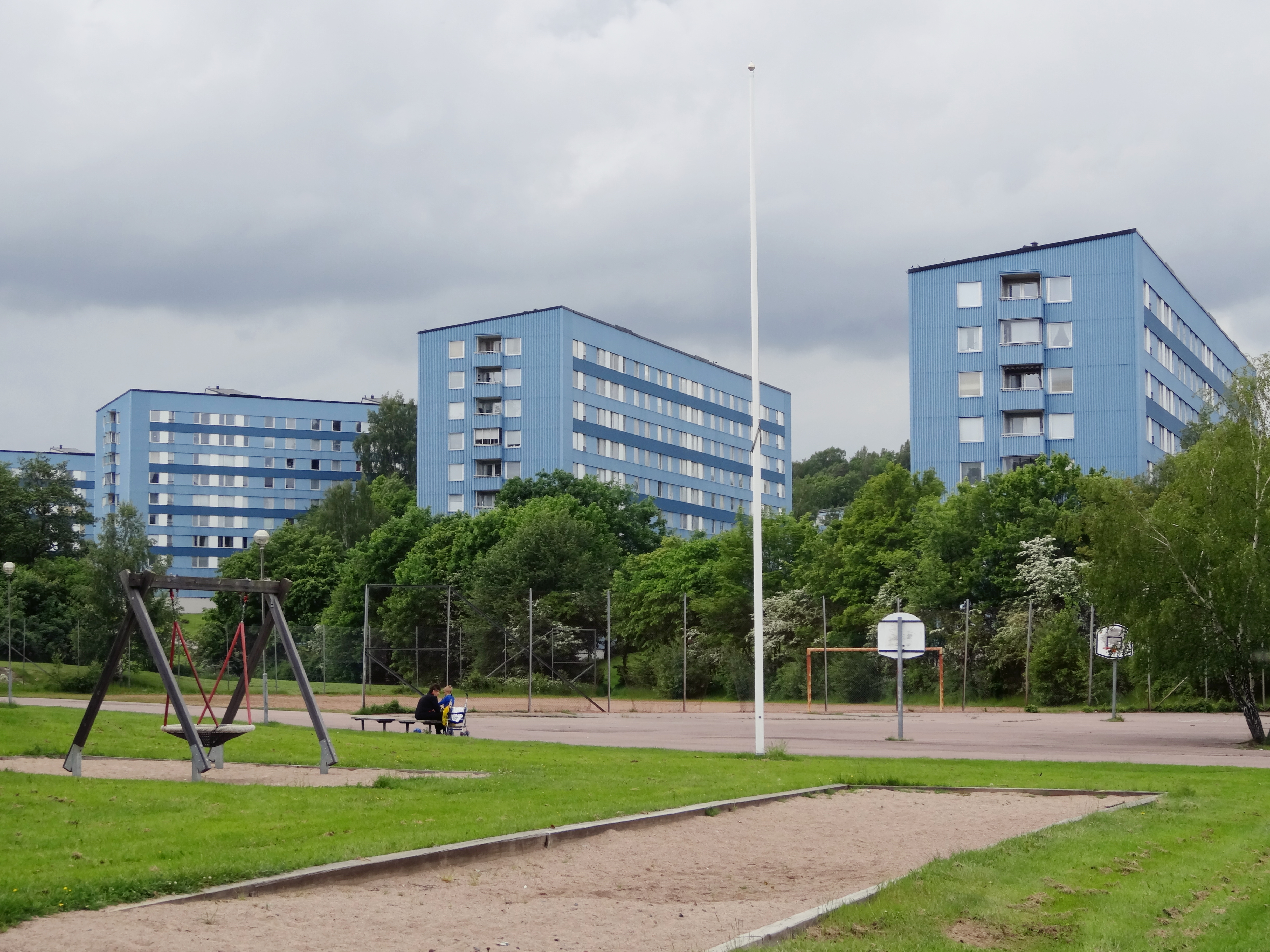
Blå staden i Skälltorp.

Skälltorp är ett primärområde i stadsområde Hisingen i Göteborgs kommun, beläget på Hisingen i Göteborg. 
Området omfattar norra Backa med Selma Lagerlöfs torg, Backadalen, Blå staden, Åketorp och Backatorp. Musikteatergruppen Nationalteatern flyttade 1970 till Backa Fritidsgård vid Selma Lagerlöfs torg. 

## Nyckeltal

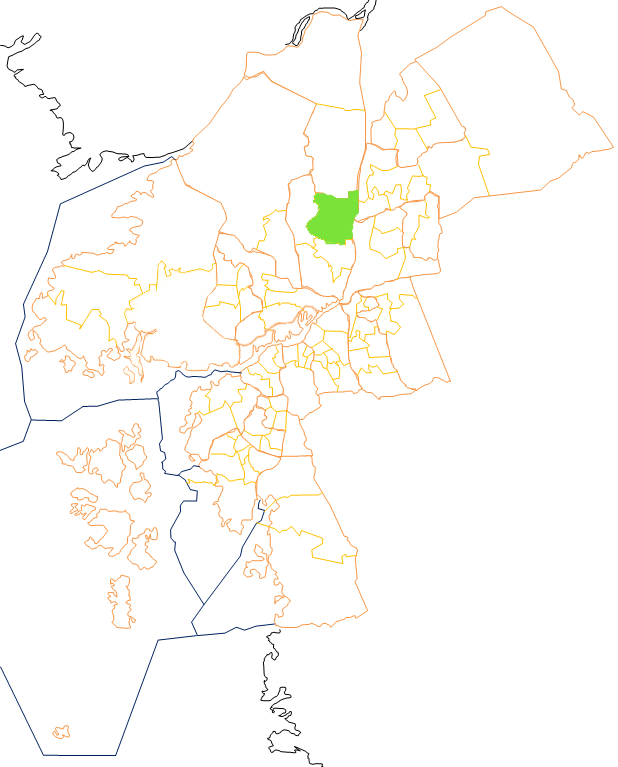
Skälltorp

Nyckeltalen redovisar statistik som beskriver Göteborg och dess 96 delområden, primärområden, per den 31 december och kan användas för att jämföra de olika områdena. Nedan redovisas uppgifter för primärområdet och jämförelse görs mot uppgifterna för hela kommunen.
|                                                           | Skälltorp  | Hela Göteborg |
| --------------------------------------------------------- | ---------- | ------------- |
| Folkmängd                                                 | 9 384      | 587 549       |
| Befolkningsförändring 2020–2021                           | +168       | +4 493        |
| Andel födda i utlandet                                    | 39,4 %     | 28,3 %        |
| Andel utrikes födda eller med två utrikes födda föräldrar | 53,8 %     | 38,1 %        |
| Medelinkomst                                              | 292 900 kr | 332 400 kr    |
| Arbetslöshet                                              | 7,9 %      | 6,6 %         |
| Antal ersatta dagar från F-kassan per person (16-64 år)   | 23,5       | 19,5          |
| Andel med eftergymnasial utbildning (minst 3 år)          | 26,1 %     | 37,9 %        |
| Andel bostäder byggda 1971–1980                           | 51,1 %     |               |
| Andel bostäder i allmännyttan                             | 22,1 %     | 25,9 %        |
| Antal färdigställda bostäder 2021                         | 172        |               |
| Andel bostäder i småhus                                   | 17,5 %     | 18,3 %        |

## Stadsområdes- och stadsdelsnämndstillhörighet
Primärområdet tillhörde fram till årsskiftet 2020/2021 stadsdelsnämndsområdet Norra Hisingen och ingår sedan den 1 januari 2021 i stadsområde Hisingen.